# エール (日野市の施設)
エールは、東京都日野市にある発達・教育支援センター。2014年にオープンした。

## 特徴
- 0歳から18歳までの子供のための施設。保護者も利用可能。
- 発達障害、知的障害、精神障害を持つ子供も利用できるようになっている。この施設は、0歳から18歳までの発達面、行動面、学校生活面において支援を必要とする子ども、子どもの育ちについて不安がある保護者の総合的な相談・支援機関になり、福祉部門と教育部門の部署がセンターに設置され、子どもの育ちに関する相談窓口を一本化し、福祉と教育が一体となって継続的に支援する仕組みは、全国的にも珍しく、先進的な取り組みとして注目されている。また、公募により決定された愛称「エール」には、「支援が必要な子どもや保護者等へ『心を一つにして応援する』」という意味が込められており、子供の育ちや発達について不安や悩みがあれば、利用可能。
- 所在地 〒191-0065 日野市旭が丘2-42-8 電話番号042-589-8877、開館時間は、午前9時～正午、午後1時～6時
- 休館日は、月曜日から金曜日※祝日・年末年始を除く

### 内容
- 発達や教育についての相談・支援窓口を一本化し、相談・支援体制を分かりやすくし、福祉と教育の連携による、切れ目のない支援を行う。
- 多様な専門職による支援を行う。（心理士、言語聴覚士、作業療法士、保健師、スクールソーシャルワーカーなど）
- 主に、発達と教育に関する相談、心理相談、医療相談、就学・進学・入級・転学相談、子どものこころ電話相談等

さらに、下記の事も行われる。
- 専門指導事業
- 通園事業
- 保護者交流
- 特別支援教育
- 巡回相談
- 子供の一時預かり
- 施設貸出し（下記参照）
- 相談受付は、月曜日から金曜日の、午前9時から午後6時まで

※相談内容により時間が異なるので注意が必要。
就学相談
午前9時から午後4時
子どもこころの電話相談（042-514-8028）
午前10時から午後5時
施設貸出し
年末年始を除く毎日午前9時から午後9時まで
貸出しの申請受付は、平日は午前9時から午後6時まで
1人からグループまでいろいろな用途で利用可能。
部屋名
面積
定員
付帯設備
地域コミュニティ室	28.5平方メートル	10人	長机・イス
会議室	28.25平方メートル	10人	長机・イス
※可動式パーティションでの間仕切りのため、両室一体での使用可能
利用料金
部屋名	午前　（午前9時から正午）　	午後（午後1時から午後5時）	夜間（午後6時から午後9時）
地域コミュニティ室	300円	400円	300円
会議室	300円	400円	300円
※両室一体での利用の場合は合算金額。

## 交通機関
- JR中央線豊田駅から徒歩25分（1.7キロ ）
- JR中央線 豊田駅よりバス

（1）ミニバス　豊田駅⇔旭が丘循環　(1時間間隔 ）　
市営長山団地西下車　徒歩3分
（2）ミニバス　豊田駅 ⇔ 旭が丘循環　(1時間間隔 ）　
首都大学東京前下車　徒歩4分
（3）路線バス　豊田駅 ⇔ 八王子駅　(20分間隔 ）　
首都大学東京入口下車　徒歩8分
（4）路線バス　豊田駅 ⇔ 平山工業団地循環　
旭が丘中央公園下車　徒歩7分
- JR中央線 日野駅よりバス

（5）路線バス　日野駅 ⇔ 八王子駅
高倉町下車　徒歩12分
- 八王子駅、京王八王子駅から出るバスを使うのも手。